# Monthuchon
Monthuchon település Franciaországban, Manche megyében. Lakosainak száma 702 fő (2022. január 1.). Monthuchon La Vendelée, Gratot, Coutances, Cambernon és Saint-Sauveur-Villages községekkel határos.

## Népesség
A település népességének változása:
| Lakosok száma | 321  | 483  | 528  | 580  | 650  | 651  | 680  | 691  | 696  | 702  |
|               | 1968 | 1982 | 1990 | 2006 | 2013 | 2015 | 2017 | 2019 | 2020 | 2022 |